# Kals am Großglockner
Kals am Großglockner is een gemeente in de Oostenrijkse deelstaat Tirol, en maakt deel uit van het district Lienz.
Kals am Großglockner telt 1294 inwoners.

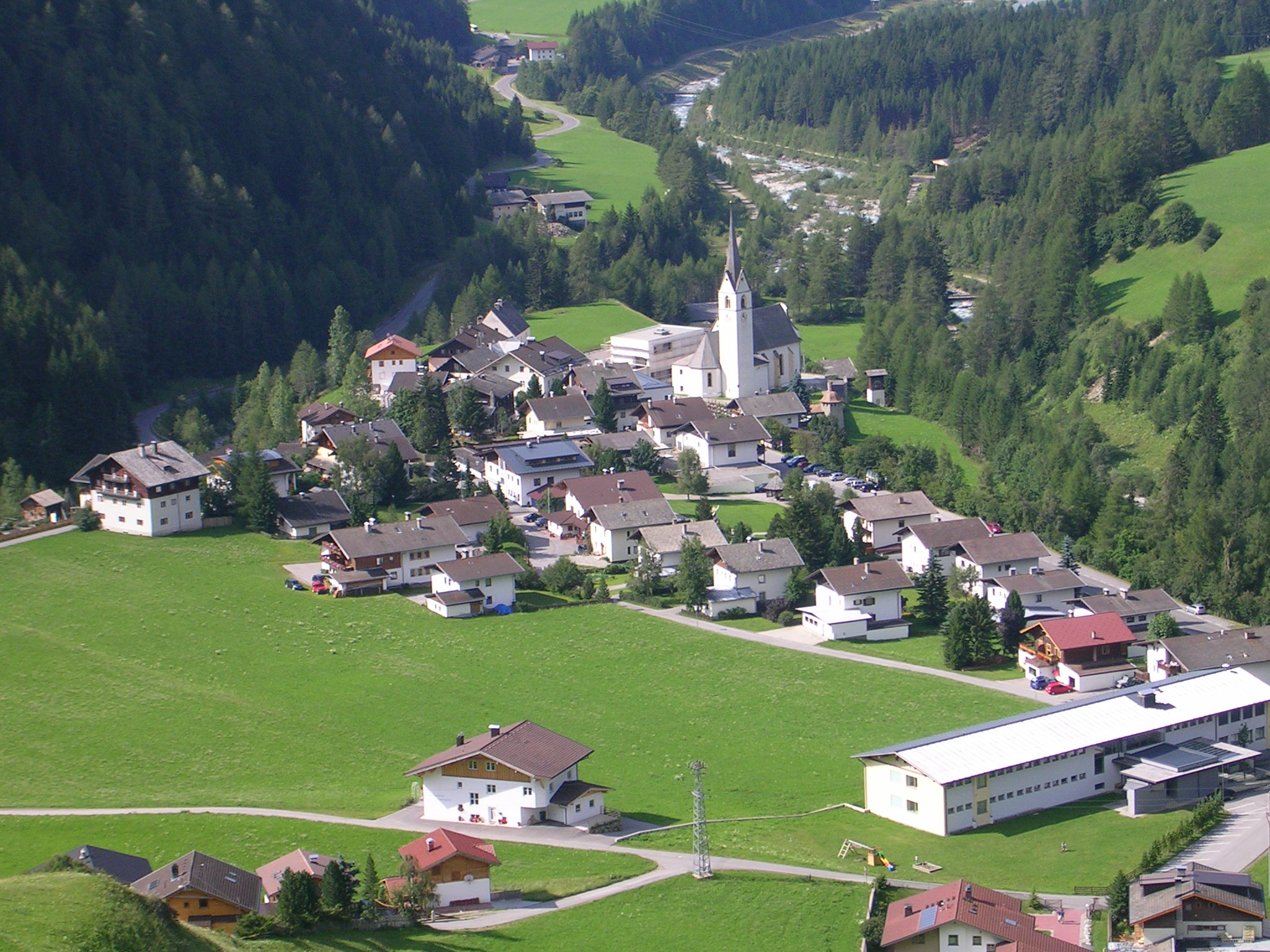
Het centrum van Kals

Het grondgebied Kals omsluit het volledige Kalser dal met daarenboven een klein stuk van het Isel dal. Kals omvat een aantal gehuchten waaronder Ködnitz, Glor berg, Arnig, Lesach, Burg, Unterburg, Unterpaischlach, Oberpaischlach, Lana, Staniska en Grossdorf. Het grootste gehucht Ködnitz zelf ligt ongeveer 30 kilometer ten noord-noordwesten van de stad Lienz. De belangrijkste economische activiteiten zijn landbouw en toerisme, temeer gezien de zeer nabije ligging van de Grossglockner (3798 m), de hoogste berg van Oostenrijk.
Abfaltersbach ·
Ainet ·
Amlach ·
Anras ·
Assling ·
Außervillgraten ·
Dölsach ·
Gaimberg ·
Heinfels ·
Hopfgarten in Defereggen ·
Innervillgraten ·
Iselsberg-Stronach ·
Kals am Großglockner ·
Kartitsch ·
Lavant ·
Leisach ·
Lienz ·
Matrei i. O. ·
Nikolsdorf ·
Nußdorf-Debant ·
Oberlienz ·
Obertilliach ·
Prägraten am Großvenediger ·
Sankt Jakob in Defereggen ·
Sankt Johann im Walde ·
Sankt Veit in Defereggen ·
Schlaiten ·
Sillian ·
Strassen ·
Thurn ·
Tristach ·
Untertilliach ·
Virgen
- Gemeinsame Normdatei: 4450219-9
- Library of Congress Control Number: nb2005011344
- Nationale Bibliotheek van Israël: 987007491935205171
- Virtual International Authority File: 146315749
- WorldCat: E39PBJfh8q6b6HqTgh9wpkrQbd